# Bayern 2
Bayern 2 (Bawaria 2) – niemiecki kanał radiowy nadawany przez Bayerischer Rundfunk (BR), bawarskiego publicznego nadawcę radiowo-telewizyjnego. Stacja została uruchomiona w 1950 roku i ma charakter kulturalno-publicystyczny. Oprócz audycji mówionych rozgłośnia nadaje również muzykę, głównie jazz, world music, muzykę ludową oraz niezależną. Stacja nie gra natomiast zbyt wielu utworów muzyki poważnej, co jest dość nietypowe dla publicznego kanału radiowego o profilu kulturalnym. Wynika to z faktu, iż muzyce takiej w całości poświęcona jest inna rozgłośnia BR, a mianowicie BR-Klassik. Siostrzaną, cyfrową stacją jest Bayern 2 plus. 
Stacja dostępna jest w Bawarii w analogowym i cyfrowym przekazie naziemnym. Ponadto można jej słuchać przez Internet oraz w niekodowanym przekazie z satelity Astra 1M.